# Bombay Express
Bombay Express [čti: Bombej expres] je český řetězec restaurací moderního indického rychlého občerstvení. První provozovna byla otevřena v roce 2013 ve Vodičkově ulici na pražském Novém Městě. Druhou a zároveň první pobočkou v obchodním centru byla provozovna v Atrium Flora. V současné době pod značkou Bombay Express fungují pobočky včetně franšízových restaurací v České republice, na Slovensku a v Rakousku.
Bombay Express se zaměřuje na severoindickou kuchyni. Jídla připravují indičtí kuchaři. Stálé menu obsahuje masové i vegetariánské pokrmy. V menu naleznete položky typu Chicken Tikka Masala, Butter Chicken, Chana Masala, Paneer Tikka Masala apod. Bombay Express rovněž nabízí indické placky pečené v peci tandoor, polévky, wrapy a saláty, malá jídla a dezerty. Většina poboček nabízí také cenově zvýhodněné denní menu. Provozovny Bombay Express se nacházejí převážně v obchodních centrech.

## Bombay Express ve světě
Bombay Express má v roce 2023 celkem 13 poboček ve třech evropských zemích. V České republice se osm provozoven nachází v Praze, jedna pobočka v Plzni a v Olomouci. V roce 2019 značka expandovala na rakouský trh a otevřela první pobočkou ve Vídni v obchodním centru Westfield Donau Zentrum.
Na Slovensku se v roce 2022 otevřela pobočka v Bratislavě a v březnu 2024 pak další v obchodním centru Nivy.